# لینکلن (شهرستان پولک، ویسکانسین)
لینکلن (به انگلیسی: Lincoln) یک منطقهٔ مسکونی در ایالات متحده آمریکا است که در شهرستان پولک، ویسکانسین واقع شده‌است. لینکلن ۹۹٫۴ کیلومتر مربع مساحت و ۲٬۳۰۴ نفر جمعیت دارد و ۳۴۱ متر بالاتر از سطح دریا واقع شده‌است.